# 부르고데오스마 시우다드데오스마

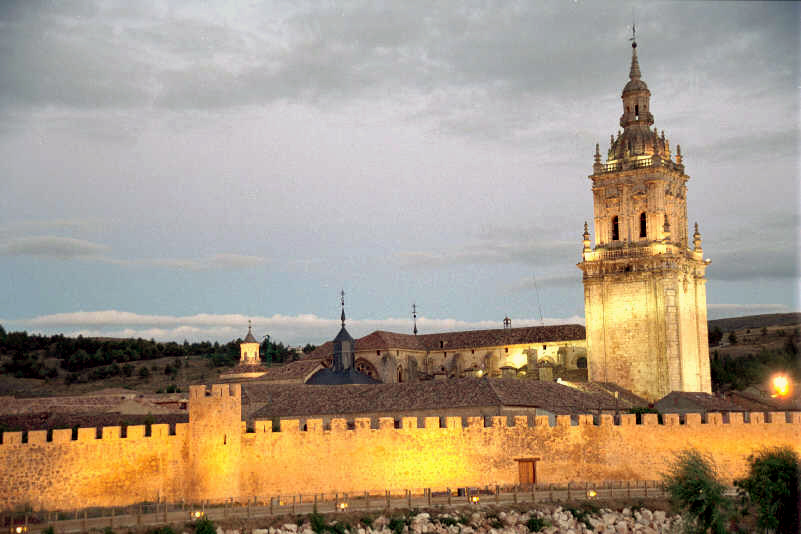
성당과 도시벽.

부르고데오스마 시우다드데오스마(Burgo de Osma-Ciudad de Osma)는 스페인 카스티야이레온의 자치 지방에서 소리아 주에서 3번째로 큰 지방 자치체이다. 인구는 약 5,250명이다.
2개의 부분으로 구성되어 있다:
- 크기가 더 작은 시우다드 데 오스마(Ciudad de Osma, 오스마 시): 우세로 강의 서쪽을 향해 있고 도루강을 향해 남쪽으로 흐른다.
- 크기가 더 큰 엘 부르고 데 오스마(El Burgo de Osma, 오스마의 자치구): 엘 부르고(El Burgo)라고도 한다. 우세로 강의 동쪽을 향해 있으며, 자치 지방의 대성당 마을이다.

오스마는 켈트로마어 낱말 Uxama에서 비롯하며 부르고는 자치구를 뜻하는 영어 낱말 borough와 어원이 유사하다.

## 같이 보기
- 부르고데오스마 대성당